# Frank J. Coppa
Frank J. Coppa (geboren 18. Juli 1937 in New York City; gestorben 13. Januar 2021 in Brooklyn) war ein US-amerikanischer Historiker.

## Leben
Frank J. Coppa besuchte das Brooklyn College (B.A. 1960) und die Katholische Universität von Amerika, an der er 1966 mit der Dissertation Giolitti and Industrial Italy: An Analysis of the Interrelationship Between Giolitti's Economic Policy and His Political Program promoviert wurde. 1964/65 forschte er mit einem Fulbright-Stipendium in Italien.
Coppa lehrte ab 1965 an der New Yorker St. John’s University, wo er 1970 Associate Professor und 1979 Professor wurde. Im Jahr wurde er 2010 emeritiert. Coppa forschte über eine Reihe italienischer Politiker wie Mazzini, Antonelli, Cavour und Garibaldi. Er verfasste eine Biografie von Columbus. Er gab die Encyclopedia of the Vatican and the Papacy heraus und überarbeitete alle Artikel zu den Päpsten und Anti-Päpsten für die Online-Ausgabe der Encyclopedia Britannica und die Artikel aller Päpste von der Renaissance bis Gregor XVI. für die Catholic Encyclopedia. Er verfasste mehrere Papst-Biografien und bezog in der Antisemitismus-Debatte der Katholischen Kirche Stellung. Coppa wurde von der American Catholic Historical Association für seine Forschungstätigkeit ausgezeichnet.

## Schriften (Auswahl)
Monografien
- Planning, Protectionism, and Politics in Liberal Italy: Economics and Politics in the Giolittian Age. Catholic University of America Press, 1971
- Camillo di Cavour. Twayne Publishers, 1973
- Pope Pius IX: Crusader in a Secular Age. Boston : Twayne, 1979
- Cardinal Giacomo Antonelli and Papal Politics in European Affairs. New York : State University of New York Press, 1990
- The Origins of the Italian Wars of Independence. Longman, 1992
- The Modern Papacy Since 1789. Addison-Wesley Longman, 1998
- The Papacy Confronts the Modern World. Krieger Pub., 2003
- The Papal Response to Nazi and Fascist Anti-Semitism: From Pius XI to Pius XII. In: Joshua D. Zimmerman (Hrsg.): Jews in Italy under Fascist and Nazi Rule. Cambridge : Cambridge Press/NY, 2005, S. 265–286. Das Buch enthält eine Kurzbiografie auf S. XIVf.
- The Papacy, the Jews and the Holocaust: From Nineteenth-Century Anti-Semitism to the Third Millennium. Catholic University of America Press, 2006
- Politics and the Papacy in the Modern World. Praeger, 2008
- The Policies and Politics of Pope Pius XII: Between Diplomacy and Morality. New York : Peter Lang, 2011
- The Life and Pontificate of Pope Pius XII: Between History and Controversy. Catholic University of America Press, 2013
- The Papacy in the Modern World: A Political History. Reaktion Books, 2014

Mitautor und Herausgeber
- (Mhrsg.): From Vienna to Vietnam: War and Peace in the Modern World. Wm. C. Brown Book Company, 1969
- (Mhrsg.): Cities in Transition: From the Ancient World to Urban America. Chicago : Nelson Hall, 1974
- (Hrsg.): Religion in the Making of Western Man. St. John’s University Press, 1974
- (Mhrsg.): The Immigrant Experience in America. Boston : Twayne Publishers, 1976
- (Hrsg.): Screen and Society: The Impact of Television Upon Aspects of Contemporary Civilization. Chicago : Nelson Hall, 1979
- (Mhrsg.): Technology in the Twentieth Century. Kendall/Hunt Publishing Company, 1983
- (Hrsg.): Dictionary of Modern Italian History. Westport : Greenwood Press, 1985
- (Hrsg.): Studies in Modern Italian History: From the Risorgimento to the Republic. New York : Peter Lang, 1986
- (Mhrsg.): Modern Italian History: An Annotated Bibliography. Westport : Greenwood Press, 1990
- (Mhrsg.): The Formation of the Italian Republic: Proceedings of the International Symposium on Postwar Italy.  New York : Peter Lang, 1993
- (Hrsg.): Controversial Concordats : The Vatican's Relations With Napoleon, Mussolini, and Hitler. Washington : Catholic University of America Press, 1999
- (Hrsg.): Encyclopedia of the Vatican and the Papacy. Westport : Greenwood Press, 1999
- (Hrsg.): The great popes through history. An encyclopedia. Westport : Greenwood Press, 2002, ISBN 0-313-32417-4
- (Hrsg.): Encyclopedia of Modern Dictators: From Napoleon to the Present. New York : Peter Lang, 2006, ISBN 0-8204-5010-3